# Pino II Ordelaffi
Pino II Ordelaffi (1356 – Forlì, 16 luglio 1402) è stato un nobile italiano, fu signore di Forlì dal 1386 fino alla sua morte.

## Biografia
Della nobile famiglia degli Ordelaffi, figlio di Giovanni (fratello di Sinibaldo Ordelaffi) e di Taddea Malatesta, si dedicò al mestiere delle armi.
Il 13 dicembre 1385, di concerto con il fratello Cecco, depose lo zio Sinibaldo, che fece poi uccidere. Similmente, nel 1399 avvelenò il cugino Giovanni Ordelaffi per timore di pretese ereditarie da parte di questi.
Di carattere intraprendente e gaudente, si dedicò alle questioni di governo, di fatto scavalcando il meno ambizioso fratello Cecco.
Morì di apoplessia nel 1402 e gli succedette come unico signore di Forlì il fratello.

## Discendenza
Sposò il 12 gennaio 1385 Venanzia (?-12 settembre 1403), figlia di Niccolò Brancaleoni, signore di Casteldurante, e di Elisabetta di Cione del Monte Santa Maria; ebbero quattro figli:
- Giovanna, sposò Tiberto Brandolini;
- Giovanni (31 luglio 1393-1393);
- Giovanni (1396-1396);
- Luigi (1397-1º agosto 1415[5]).